# Radioactive (álbum de Yelawolf)
Radioactive (também conhecido como Radioativo: surpreendentes e mistificadores truques químicos em português) é o álbum de estreia do rapper americano Yelawolf, lançado em 21 de novembro de 2011 pela Shady Records, e Interscope Records.

## Acontecimentos
Durante uma entrevista, Yelawolf revelou que quase todas as faixas do álbum foram gravadas em nenhum lugar exceto Nevada. A faixa final do álbum é descrito como muito pessoal sobre a vida de Yelawolf, e é uma carta muito emocionante no final para seu pai biológico e fala sobre outras lutas passadas. A faixa é intitulada "The Last Song". O álbum estava programado para ser lançado em setembro de 27, depois foi adiado para 25 de outubro no início de outubro Interscope Records anunciou que o álbum será lançado em 21 de novembro. Este single foi destaque na 4 ª Temporada, Episódio 10 de Sons of Anarchy em 8 de novembro de 2011.

## Composição de música, estilo e letras
Radioactive abrange muitos estilos diferentes de fusões de hip hop, sendo hip hop alternativo como gênero musical principal. Hardcore hip hop está representado nas tracks "Radioactive Introduction", "Throw It Up", "Get Away", e "Shitizen Slumerican". Um estilo de rap horrorcore é usado em "Growin 'Up in the Gutter", enquanto "White Hard (Up in the Club)" é uma faixa partindo para o crunk. "Let's Roll", "Write Your Name" e "Radio" seguem um estilo de rap pop, com ritmos cativantes e batidas melodicas. "Animal" é um fast-paced do hip hop partindo com uma faixa com batida dubstep que influenciou. "Good Girl" utiliza uma sensação de R & B tingida, enquanto "The Song Hardest Love in the World" é uma g-funk faixa de hip hop usada bastante nos anos 90. Yelawolf abrange uma variedade de temas líricos nestes álbum, a partir de letras de rap gangsta em "Get Away" e "Throw It Up", com faixas mais conscientes e pouco político, como "Made in EUA", "Slumerican Shitizen", "White Your Name ", e" The Last Song ".

## Singles
Em 3 de agosto, foi anunciado que Yelawolf iria liberar o álbum do primeiro single oficial "White Hard (Up in the Club)" em 08 de agosto de 2011. A canção apresenta o rapper Lil Jon, e foi produzido por Hydrox. O vídeo da música para a canção foi filmado em Atlanta, Georgia, e dirigida pela Motion Family. Em 20 de setembro o vídeo da música para o primeiro single "White Hard (Up in the Club)" foi lançado pela VEVO. O remix foi lançado em 02 de novembro, a canção apresenta TI, e colegas de gravadora o Slaughterhouse.
Em 28 de outubro, Yelawolf lançou seu segundo single, "Let's Roll", com Kid Rock. A canção foi produzida por The audibles e Pyro Sr.. A canção intitulada "No Hands" foi apresentado no vídeo game: Driver San Francisco. Yelawolf fez parceria para lançar o vídeo da música com a Ubisoft, e Complex. O vídeo da música foi filmado em vários marcos importantes em San Francisco, Califórnia, e dirigido por Erick Peyton, conhecido por sua direção no video de Snoop Dogg  a canção "That Tree".

## Desempenho comercial
O álbum estreou no número 27 na Billboard 200 dos EUA, com 41.000 cópias em sua primeira semana de vendas. A partir de Fevereiro de 2012, o álbum vendeu 107.000 cópias.

## Recepção crítica
Antes do lançamento, o álbum foi notado pela influente revista de hip-hop The Source como sendo um clássico perto, com uma classificação de 4,5 / 5. No Metacritica o álbum recebeu uma pontuação média de 62 em 100, com base em 16 opiniões.revista Aclamada do Hip-hop XXL deu ao álbum uma classificação de 4/5 (XL), dizendo que "mais do que não, o álbum é uma esforço de destaque que introduz a todos de seus talentos como um MC com habilidades musicais astutas e hábil de ouvido para uma paleta sonora ". No entanto, a revista Prefix afirmou que era "difícil de ver radioactive, em qualquer contexto que não rotulá-la como um fracasso total artística" e que Yelawolf estava "rolando sobre as demandas comerciais". PopMatters ecoou esse sentimento, chamando a álbum de uma "compreensão equivocada de populismo" e criticou a vontade Yelawolf para "jogar o segundo violino" às exigências de A & R.. Revista Complex avaliou radioactive como # 18 dos 25 Melhores Álbuns de 2011.

## Lista de faixas
1. "Radioactive Introduction"
2. "Get Away" com Fatt e Mystikal
3. "Let's Roll" com Kid Rock
4. "Hard White (Up in the Club)" com Lil John
5. "Growin' Up in the Gutter" com Rittz
6. "Throw It Up" com Gangsta Boo e Eminem
7. "Good Girl" com Poo Bear
8. "Made in the U.S.A" com Priscilla Renea
9. "Animal" com Fefe Dobson
10. "The Hardest Love Song in the World"
11. "Write Your Name" com Mona Moua
12. "Everything I Love the Most"
13. "Radio"
14. "Slumerican Shitizen" com Killer Mike
15. "The Last Song"
16. "Whip It"
17. "I See You"
18. "In this World"

Observe
- "The Song Hardest Love in the World" traz vocais creditados por Jason Boyd.
- "Radio" tem vocais creditados por Danny Morris.
- "Slumerican Shitizen" possui bateria e percussão não-creditados desempenhados por Sasha Sirota.

## Graficos
| gráfico (2011)                       | Peak position |
| ------------------------------------ | ------------- |
| Swiss Music Charts                   | 91            |
| EUA Billboard 200                    | 27            |
| EUA Billboard Top álbuns R&B/Hip-Hop | 6             |
| EUA Billboard Top álbuns de Rap      | 4             |
| RU R&B Graficos de álbuns            | 20            |

## Pessoal
Creditos de Radioactive para Allmusic.
1. ↑  Credits: Radioactive. Allmusic. Retrieved on 2011-11-23.